# Der Besuch der alten Dame (Musical)
Der Besuch der alten Dame ist ein Musical, basierend auf dem gleichnamigen Theaterstück von Friedrich Dürrenmatt und der Verfilmung von 2008. Die Uraufführung fand am 16. Juli 2013 in Thun (Thunerseespiele) statt.

## Spielorte
- 16. Juli 2013 – 5. September 2013: Thunerseespiele
- 19. Februar 2014 – 29. Juni 2014: Theater Ronacher, Wien
- August 2015: Tokio (Teatre Creation)[1]
- 22. Juli 2022 – 9. September 2022: Freilichtspiele Tecklenburg[2]

## Musiknummern

### Akt 1
- Glanz und Gloria
- Weisst du noch?
- Sie ist seltsam
- Ungeheuerlich!
- Ich schütze dich
- Vergiss es!
- Man gönnt sich ja sonst nichts
- Gerechtigkeit
- Freunde fürs Leben
- Jagt ihn!
- Jagt ihn! – Ruhe in Frieden!
- Im Sturm der Liebe

### Akt 2
- Entre´Acte
- Gute Reise Alfred Ill
- Trio Infernal
- Die Welt gehört mir
- Das Böse wird siegen
- Tempel der Moral
- Ich hab die Angst besiegt
- Ich wein´ um dich
- Liebe endet nie
- Im Namen der Gerechtigkeit

## Besetzung
| Original Wiener Besetzung, 2014 | Original Wiener Besetzung, 2014 | Niederländische Besetzung, 2022 |
| ------------------------------- | ------------------------------- | ------------------------------- |
| Claire Zachanassian             | Pia Douwes                      | Valeska Poismans                |
| Alfred Ill                      | Uwe Kröger                      | Stephan Beerens                 |
| Klaus Brandstetter              | Ethan Freeman                   | Marcel Driessen                 |
| Mathilde Ill                    | Masha Karell                    | Linda de Wit                    |
| Matthias Richter                | Hans Neblung                    | Bart van der Meer               |
| Gerhard Lang                    | Norbert Lamla                   | Adrie de Laat                   |
| Johannes Reitenberg             | Gunter Sonneson                 | Guus Visser                     |
| Toby                            | Peter Kratochvil                | Robbin Punt                     |
| Roby                            | Jeroen Phaff                    | John Dries                      |
| Loby                            | Dean Welterlen                  | Joep Kortekaas                  |
| Julia Ill                       | Marianne Curn                   | Romée Kuijten                   |
| Tobias Ill                      | Niklas Abel                     | Hidde Thijssen                  |
| Die junge Claire                | Lisa Habermann                  | Tara Bos                        |
| Der junge Alfred                | Riccardo Greco                  | Jelle Wijgergangs               |

## Rezeption
Der Kurier rezensierte das Musical als „bombastisch, pompös, kitschig“ und zog das Fazit: „Choreografie: gewöhnungsbedürftig – Musik: beliebig. Von Walzer bis Salsa, von Gstanzl bis Ballade. Aber Ohrwürmer und Zugnummern fehlen – Gegen die Geschmacklosigkeit der ‚Tempel der Moral‘-Szene müsste eigentlich der Diogenes-Verlag Einspruch erheben: – So ist ‚Der Besuch der alten Dame‘ kein Geniestreich an Kreativität, aber die Fans von ‚Elisabeth‘ und ‚Rebecca‘ dürften am Musicalthriller ihre Freude haben.“